# Навля (річка)
Навля — річка в Орловській і Брянській областях, ліва притока Десни.
Витік річки знаходиться на заході Орловської області, біля села Навля Шабликинського району. Загальна довжина річки 126 кілометрів (з них 74 кілометри по території Брянської області), площа басейну 2 242 км².
Русло річки звивисте, шириною від 6 до 15 метрів, глибина коливається від 0,5 до 2 метрів, швидкість течії річки становить 0,2 — 0,5 м/с. Середній багаторічний об'єм стоку води в нижній течії дорівнює 0,36 км³. Джерелом живлення річки є ґрунтові, талі снігові води та атмосферні опади. Найвищий рівень води спостерігається в момент танення снігу в квітні. Річка покрита кригою з грудня по березень.
У кінці 1970-х років в заплаві річки були проведені меліораційні роботи, що призвело до значного її обміління.
Основні притоки річки (всі невеликої довжини, до 5 метрів шириною і до 2 метрів глибиною): Юшківка, Калахва, Муравка (Муравельник), Олешня (Олешенка), Лопузня, Кропивна, Гбень, Серб, Річиця (Понура, Берізка), Жидівка, Харпач, Бродець, Шабликінка, Водоча, Подлава, Пересопка, Залізна та інші.
На річці розташований ряд населених пунктів, найбільший з яких — селище міського типу Навля.

## Топографічні карти
- Аркуш карти N-36-XXIX. Масштаб: 1 : 200 000. (рос.) Зазначити дату випуску/стану місцевості.